# NGC 1854
NGC 1854 (również NGC 1855 lub ESO 56-SC72) – gromada kulista, znajdująca się w gwiazdozbiorze Złotej Ryby, w Wielkim Obłoku Magellana. Odkrył ją James Dunlop 2 sierpnia 1826 roku.